# Игнатов, Пётр Иванович
Игна́тов Пётр Ива́нович (21 июня 1961, Липецкая область) — директор издательского дома «Липецкая газета».

## Биография
Родился 21 июня 1961 года в Долгоруковском районе Липецкой области. Окончил Елецкий техникум железнодорожного транспорта, факультет журналистики Воронежского государственного университета по специальности «журналист».
Трудовую деятельность начинал на Юго-Восточной железной дороге. Служил срочную службу на флоте.
Работал корреспондентом, старшим корреспондентом, а затем главным редактором газеты «Сельские зори».
В 2001 году — советник заместителя главы администрации Липецкой области. С 2002 года — заместитель начальника управления по делам печати и средств массовых коммуникаций администрации Липецкой области.
С 2004 года — директор ОТРК Липецкое время.
В апреле 2009 года избран председателем Союза журналистов Липецкой области.
С 22 июля по 2 сентября 2009 года занимал должность начальника управления по делам печати, телерадиовещания и связи Липецкой области.
Женат, воспитывает двоих сыновей.

## Награды и премии
- Лауреат областной премии имени А. Вермишева.
- Почётный знак Союза журналистов России «Честь. Достоинство. Профессионализм».
- Премия Правительства Российской Федерации 2016 года в области средств массовой информации (3 декабря 2016 года) — за создание популярной детской газеты «Золотой ключик»[1].
- Медаль ордена «За заслуги перед Отечеством» II степени (12 июня 2017) — за большой вклад в развитие отечественной культуры и искусства, средств массовой информации, многолетнюю плодотворную деятельность[2].